# Send One Your Love
Send One Your Love (рус. Пошлите одну вашу любовь) — десятый студийный альбом американского саксофониста Бони Джеймса, выпущенный в 2009 году.

## Об альбоме
Бони Джеймс выпустил альбом, посвящённый теме вечной любви, альбом также посвящён Дню Святого Валентина. «Изданный за 11 дней до самого праздника, Send One Your Love удовлетворяет требованиям такого романтического праздника. Это не единственный альбом Джеймса, подходящий для ужина при свечах, но особенный для ночных занятий любовью. Вокальная манера исполнения певца Квинна в „Don’t Let Me Be Lonely Tonight“ звучит так, будто песню исполняла ранее Нэнси Уилсон, а не оригинальный композитор, Джеймс Тэйлор. Музыка на этой пластинке звучит искренне», — считает критик Allmusic Уильям Рульманн.
Диск включает некоторые кавер-версии таких певцов, как Стиви Уандер, Барри Уайт («I’m Gonna Love You Just a Little More Baby»), Джеймс Тэйлор, The Stylistics («Stop, Look, Listen (To Your Heart)») и The Brothers Johnson («I’ll Be Good to You»).
Send One Your Love, номинированный на «Грэмми», целых 50 недель находился в первой пятерке Top Contemporary Jazz Albums и занял 2 место по итогам года. Он стал третьим альбомом Бони Джеймса, записанным на лейбле Concord Records.

## Список композиций
| №   | Название                                     | Автор(ы)                  | Длительность |
| --- | -------------------------------------------- | ------------------------- | ------------ |
| 1.  | «Wanna Show U Something»                     | Бони Джеймс               | 5:25         |
| 2.  | «Send One Your Love»                         | Стиви Уандер              | 4:35         |
| 3.  | «Stop, Look, Listen (To Your Heart)»         | Том Белл, Линда Крид      | 4:57         |
| 4.  | «Touch»                                      | Джон Клеммер              | 3:47         |
| 5.  | «Don't Let Me Be Lonely Tonight»             | Джеймс Тэйлор             | 4:17         |
| 6.  | «Hold on Tight»                              | Бони Джеймс               | 5:05         |
| 7.  | «I'm Gonna Love You Just a Little More Baby» | Барри Уайт                | 4:30         |
| 8.  | «City of Light»                              | Тим Кармон, Бони Джеймс   | 5:24         |
| 9.  | «Butter»                                     | Бони Джеймс, Марк Стефенс | 5:05         |
| 10. | «I'll Be Good to You»                        | Джордж Джонсон, Сэм       | 5:10         |

## Позиции в чартах

### Альбом
| Чарт (2009)            | Наивысшая позиция |
| ---------------------- | ----------------- |
| Top R&B/Hip-Hop Albums | 21                |
| Billboard 200          | 77                |
| Jazz Albums            | 1                 |

### Синглы
| Год  | Сингл                                | Чарт       | Наивысшая позиция |
| ---- | ------------------------------------ | ---------- | ----------------- |
| 2009 | «Send One Your Love»                 | Jazz Songs | 5                 |
| 2009 | «Stop, Look, Listen (To Your Heart)» | Jazz Songs | 1                 |
| 2009 | «Touch»                              | Jazz Songs | 6                 |
| 2010 | «I’ll Be Good to You»                | Jazz Songs | 30                |